# Episodi di Young & Hungry - Cuori in cucina (terza stagione)
La terza stagione della serie televisiva Young & Hungry - Cuori in cucina è stata trasmessa in prima visione assoluta negli Stati Uniti dal 3 febbraio al 6 aprile 2016 sul canale Freeform. 
In Italia la stagione è stata trasmessa dal 3 giugno al 1º luglio 2017 su Rai 3.
| nº            | Titolo originale        | Titolo italiano                 | Prima TV USA     | Prima TV Italia | Ascolti (Rai 3) | Ascolti (Rai 3) |
| ------------- | ----------------------- | ------------------------------- | ---------------- | --------------- | --------------- | --------------- |
| 1             | Young & The Next Day    | Giovane e il giorno dopo        | 3 febbraio 2016  | 3 giugno 2017   | 220.000         | 1,48%           |
| 2             | Young & Coachella       | Giovane e un vero appuntamento  | 10 febbraio 2016 | 3 giugno 2017   | 228.000         | 1,44%           |
| 3             | Young & First Date      | Giovane e il primo appuntamento | 17 febbraio 2016 | 10 giugno 2017  | 343.000         | 2,26%           |
| 4             | Young & Parents         | Giovane e arrivano i genitori   | 24 febbraio 2016 | 10 giugno 2017  | 184.000         | 1,16%           |
| 5             | Young & Therapy         | Giovane e sedute di coppia      | 2 marzo 2016     | 17 giugno 2017  | 212.000         | 1,44%           |
| 6             | Young & Rachael Ray     | Giovane e Rachael Ray           | 9 marzo 2016     | 17 giugno 2017  | 171.000         | 1,11%           |
| 7             | Young & Rob'd           | Giovane e rubacuore             | 16 marzo 2016    | 24 giugno 2017  | 255.000         | 1,72%           |
| 8             | Young & Getting Real    | Giovane e diventare reali       | 23 marzo 2016    | 1º luglio 2017  | 267.000         | 1,84%           |
| 9             | Young & Lottery         | Giovane e la lotteria           | 30 marzo 2016    | 24 giugno 2017  | 216.000         | 1,40%           |
| 10            | Young & No More Therapy | Giovane e basta con la terapia  | 6 aprile 2016    | 1º luglio 2017  | 177.000         | 1,17%           |
| Media ascolti | Media ascolti           | Media ascolti                   | Media ascolti    | Media ascolti   | 228.000         | 1.50%           |